# تشارلز فرانكل
تشارلز فرانكل (بالإنجليزية: Charles Frankel)‏ هو فيلسوف أمريكي، ولد في 13 ديسمبر 1917 في نيويورك في الولايات المتحدة، وتوفي في 10 مايو 1979 في Bedford Hills, New York ‏ في الولايات المتحدة.